# Walter Fischer (Journalist)
Walter Fischer (geboren 1905 in Wilkau; gestorben 1982) war ein deutscher Journalist und Widerstandskämpfer.

## Leben und Wirken
Fischer wuchs als Sohn eines Maschinenmeisters in einem sozialdemokratischen Milieu auf. Nach einer Schlosser- und Elektrikerlehre trat er mit 21 Jahren als Volontär in die Redaktion der Zwickauer Zeitung Sächsisches Volksblatt ein. Durch Studien der Soziologie, Geschichte und Literatur in Leipzig bereitete er sich für seine journalistische Tätigkeit vor. Unter dem Einfluss seines Chefredakteurs Max Seydewitz schloss er sich 1931 der von der SPD abgespaltenen Sozialistischen Arbeiterpartei Deutschlands (SAP) an. Nach der Machtergreifung der Nationalsozialisten wurde das Sächsische Volksblatt verboten; Fischer trat fortan als Obstbauer auf, gehörte dabei aber der illegalen SAP-Bezirksleitung Südwestsachsen an und verbreitete unter Gesinnungsfreunden eine Untergrundzeitung. In den Jahren 1933 bis 1935 konzentrierte er sich unter anderem darauf, seinen Freunden in den Gefängnissen, Zuchthäusern und Konzentrationslagern des „Dritten Reichs“ von außen jede mögliche Hilfe zu bringen. 1935 geriet er in das Visier der Gestapo, konnte indes vor einer Verhaftung rechtzeitig in die Tschechoslowakei fliehen.
Auf der Grundlage des Gesetzes über den Widerruf von Einbürgerungen und die Aberkennung der deutschen Staatsangehörigkeit wurde Fischer 1937 die deutsche Staatsangehörigkeit entzogen. Im Exil betätigte er sich als Grenzsekretär und schrieb für linke sudetendeutsche Zeitungen. Nach der deutschen Besetzung des Sudetenlands floh  Fischer im November 1938 über Polen und Schweden nach Norwegen, wo er seinem Parteifreund Willy Brandt begegnete. Dort schrieb er für bekannte demokratische Zeitungen wie Bergens Tidende und Arbeiterbladet. Die Besetzung Norwegens durch die Wehrmacht zwang ihn erneut zur Flucht. Zunächst begab er sich in Häfen Mittelnorwegens, die noch nicht besetzt oder von der deutschen Kriegsmarine blockiert waren. Schließlich konnte er an Bord des britischen Kreuzers Devonshire, mit dem auch die norwegische Königsfamilie emigrierte, im Juni 1940 von Tromsø nach Schottland entkommen.
Im Zusammenhang mit der fremdenfeindlichen Hysterie in Großbritannien wurde Fischer, wie viele andere exilierte deutsche Regimegegner, zunächst als „Enemy alien“ interniert und nach Kanada deportiert. 1942 wurde er von Sefton Delmer für die Rundfunkpropaganda geworben; er ging zunächst nach Algier, anschließend in das im Sommer 1944 befreite Paris und schließlich nach London, wo er an der Vorbereitung des Zusammenschlusses der SAP mit der SPD beteiligt war. Im Mai 1946 kehrte Fischer nach Deutschland zurück, um die Chefredaktion der Bayreuther Tageszeitung Fränkische Presse zu übernehmen. Am 25. September jenes Jahres erhielt er aus den Händen des US-amerikanischen Colonel Bernard B. McMahon die Lizenzurkunde Nr. 112 als Mitgesellschafter an der Seite deren Herausgebers Julius Steeger.
Bis zu seinem Tod leitete Fischer zunächst die Fränkische Presse und ab 1968 den aus dem Zusammenschluss mit dem Bayreuther Tagblatt hervorgegangenen Nordbayerischen Kurier. Politisch trat er nicht mehr hervor, war aber längere Zeit als Vorstandsmitglied des Verbands Bayerischer Zeitungsverleger aktiv.

## Familie
Im Jahr 1944 heiratete Walter Fischer in London die Französin Yvonne du Cailar, 1948 kam sein Sohn Laurent zur Welt. Laurent Fischer ist heute Verleger und Herausgeber des Nordbayerischen Kuriers.